# Mistrovství Evropy ve fotbale 2024 – skupina D
Skupina D Mistrovství Evropy ve fotbale 2024 začala 16. a skončila 25. června 2024. Tvořily ji vítěz Polsko, Nizozemsko, Rakousko a Francie.

## Týmy
| Výchozí pozice | Tým        | Kvalifikace           | Datum kvalifikace  | Počet účastí | Poslední účast | Nejlepší výsledek  |
| -------------- | ---------- | --------------------- | ------------------ | ------------ | -------------- | ------------------ |
| D1             | Polsko     | vítěz Play-off Ligy A | 26. března 2024    | 5.           | 2020           | čtvrtfinále (2016) |
| D2             | Nizozemsko | druhý tým skupiny B   | 18. listopadu 2023 | 11.          | 2020           | Vítěz (1988)       |
| D3             | Rakousko   | druhý tým skupiny F   | 16. října 2023     | 4.           | 2000           | osmifinále (2020)  |
| D4             | Francie    | vítěz skupiny B       | 13. října 2023     | 11.          | 2020           | Vítěz (1984, 2000) |

## Výsledky
| Vysvětlivky                                                         |
| ------------------------------------------------------------------- |
| Týmy z prvních a druhých míst postupují do osmifinále               |
| Čtyři nejlépe umístěné týmy ze třetích míst postupují do osmifinále |

### Tabulka
| Tým        | Z | V | R | P | VG | IG | +/- | B |
| ---------- | - | - | - | - | -- | -- | --- | - |
| Rakousko   | 3 | 2 | 0 | 1 | 6  | 4  | +2  | 6 |
| Francie    | 3 | 1 | 2 | 0 | 2  | 1  | +1  | 5 |
| Nizozemsko | 3 | 1 | 1 | 1 | 4  | 4  | 0   | 4 |
| Polsko     | 3 | 0 | 1 | 2 | 3  | 6  | -3  | 1 |

## Zápasy

### Polsko - Nizozemsko
| 16. června 2024 15:00 |        |                        |                                                                      |
| Polsko                | 1 : 2  | Nizozemsko             | Volksparkstadion, Hamburk diváci: 48 117 rozhodčí: Artur Soares Dias |
| Buksa 16'             | Zpráva | 29' Gakpo 83' Weghorst | Volksparkstadion, Hamburk diváci: 48 117 rozhodčí: Artur Soares Dias |

| Polsko | Nizozemsko |

| BR              | 1  | Wojciech Szczęsny     |  |     |
| SO              | 19 | Przemysław Frankowski |  |     |
| SO              | 2  | Bartosz Salamon       |  | 86' |
| SO              | 5  | Jan Bednarek          |  |     |
| DZ              | 14 | Jakub Kiwior          |  |     |
| DZ              | 26 | Kacper Urbański       |  | 55' |
| PZ              | 10 | Piotr Zieliński (c)   |  | 78' |
| LZ              | 13 | Taras Romanczuk       |  | 55' |
| OZ              | 21 | Nicola Zalewski       |  |     |
| OZ              | 20 | Sebastian Szymański   |  | 46' |
| SÚ              | 16 | Adam Buksa            |  |     |
| Nahrazující:    |    |                       |  |     |
| ZÁ              | 8  | Jakub Moder           |  | 46' |
| ZÁ              | 7  | Karol Świderski       |  | 55' |
| ÚT              | 24 | Bartosz Slisz         |  | 55' |
| ZÁ              | 6  | Jakub Piotrowski      |  | 78' |
| OB              | 18 | Bartosz Bereszyński   |  | 86' |
| Trenér:         |    |                       |  |     |
| Michał Probierz |    |                       |  |     |

| BR            | 1  | Bart Verbruggen     |     |     |
| PO            | 22 | Denzel Dumfries     |     |     |
| SO            | 6  | Stefan de Vrij      |     |     |
| SO            | 4  | Virgil van Dijk (c) |     |     |
| LO            | 5  | Nathan Aké          |     | 87' |
| SZ            | 24 | Jerdy Schouten      |     |     |
| SZ            | 14 | Tijjani Reijnders   |     |     |
| SZ            | 16 | Joey Veerman        | 15' | 62' |
| PÚ            | 7  | Xavi Simons         |     | 62' |
| SÚ            | 10 | Memphis Depay       |     | 81' |
| LÚ            | 11 | Cody Gakpo          |     | 81' |
| Nahrazující:  |    |                     |     |     |
| ZÁ            | 8  | Georginio Wijnaldum |     | 46' |
| ÚT            | 18 | Donyell Malen       |     | 46' |
| ÚT            | 9  | Wout Weghorst       |     | 81' |
| OB            | 12 | Jeremie Frimpong    |     | 81' |
| OB            | 15 | Micky van de Ven    |     | 87' |
| Trenér:       |    |                     |     |     |
| Ronald Koeman |    |                     |     |     |

| Muž zápasu: Cody Gakpo Asistenti rozhodčího: Paulo Soares Pedro Ribeiro Čtvrtý rozhodčí: Irfan Peljto Náhradní rozhodčí: Senad Ibrišimbegović Videorozhodčí: Tiago Martins Asistenti videorozhodčího: Christian Dingert Marco Fritz |

### Rakousko - Francie
| 17. června 2024 21:00 |        |                 |                                                                         |
| Rakousko              | 0 : 1  | Francie         | Düsseldorf Arena, Düsseldorf diváci: 46 425 rozhodčí: Jesús Gil Manzano |
|                       | Zpráva | 38' (vl.) Wöber | Düsseldorf Arena, Düsseldorf diváci: 46 425 rozhodčí: Jesús Gil Manzano |

| Rakousko | Francie |

| BR            | 13 | Patrick Pentz         |       |       |
| PO            | 5  | Stefan Posch          |       |       |
| SO            | 4  | Kevin Danso           | 90+3' |       |
| SO            | 2  | Maximilian Wöber      | 16'   | 59'   |
| LO            | 16 | Phillipp Mwene        | 34'   | 88'   |
| SZ            | 6  | Nicolas Seiwald       |       |       |
| SZ            | 9  | Marcel Sabitzer (c)   |       |       |
| PK            | 20 | Konrad Laimer         | 84'   | 90+2' |
| OZ            | 19 | Christoph Baumgartner | 80'   |       |
| LK            | 10 | Florian Grillitsch    |       | 59'   |
| SÚ            | 11 | Michael Gregoritsch   |       | 59'   |
| Nahrazující:  |    |                       |       |       |
| OB            | 3  | Gernot Trauner        |       | 59'   |
| ÚT            | 7  | Marko Arnautović      |       | 59'   |
| OB            | 23 | Patrick Wimmer        |       | 59'   |
| ZÁ            | 8  | Alexander Prass       |       | 88'   |
| ZÁ            | 18 | Romano Schmid         |       | 90+2' |
| Trenér:       |    |                       |       |       |
| Ralf Rangnick |    |                       |       |       |

| BR               | 16 | Mike Maignan      |     |     |
| PO               | 5  | Jules Koundé      |     |     |
| SO               | 4  | Dayot Upamecano   |     |     |
| SO               | 17 | William Saliba    |     |     |
| LO               | 22 | Theo Hernández    |     |     |
| SZ               | 7  | Antoine Griezmann |     | 90' |
| SZ               | 13 | N'Golo Kanté      |     |     |
| SZ               | 14 | Adrien Rabiot     |     | 71' |
| PÚ               | 11 | Ousmane Dembélé   | 56' | 71' |
| SÚ               | 10 | Kylian Mbappé (c) | 90' | 90' |
| LÚ               | 15 | Marcus Thuram     |     |     |
| Nahrazující:     |    |                   |     |     |
| ÚT               | 12 | Randal Kolo Muani |     | 71' |
| ZÁ               | 6  | Eduardo Camavinga |     | 71' |
| ÚT               | 9  | Olivier Giroud    |     | 90' |
| ZÁ               | 19 | Youssouf Fofana   |     | 90' |
| Trenér:          |    |                   |     |     |
| Didier Deschamps |    |                   |     |     |

| Muž zápasu: N'Golo Kanté Asistenti rozhodčího: Diego Barbero Sevilla Ángel Nevado Rodríguez Čtvrtý rozhodčí: Mykola Balakin Náhradní rozhodčí: Oleksandr Berkut Videorozhodčí: Juan Martínez Munuera Asistenti videorozhodčího: Alejandro Hernández Hernández Tiago Martins |

### Polsko - Rakousko
| 21. června 2024 18:00 |        |                                                  |                                                                  |
| Polsko                | 1 : 3  | Rakousko                                         | Olympiastadion, Berlín diváci: 69 455 rozhodčí: Halil Umut Meler |
| Piątek 30'            | Zpráva | 9' Trauner 66' Baumgartner 78' (pen.) Arnautović | Olympiastadion, Berlín diváci: 69 455 rozhodčí: Halil Umut Meler |

| Polsko | Rakousko |

| BR              | 1  | Wojciech Szczęsny     | 77' |     |
| SO              | 5  | Jan Bednarek          |     |     |
| SO              | 3  | Paweł Dawidowicz      |     |     |
| SO              | 14 | Jakub Kiwior          |     |     |
| PZ              | 19 | Przemysław Frankowski |     |     |
| SZ              | 6  | Jakub Piotrowski      |     | 46' |
| SZ              | 24 | Bartosz Slisz         | 53' | 75' |
| LZ              | 21 | Nicola Zalewski       |     |     |
| OZ              | 10 | Piotr Zieliński (c)   |     | 87' |
| SÚ              | 16 | Adam Buksa            |     | 60' |
| SÚ              | 23 | Krzysztof Piątek      |     | 60' |
| Nahrazující:    |    |                       |     |     |
| ZÁ              | 8  | Jakub Moder           | 62' | 46' |
| ÚT              | 9  | Robert Lewandowski    | 64' | 60' |
| ÚT              | 7  | Karol Świderski       |     | 60' |
| ZÁ              | 11 | Kamil Grosicki        |     | 75' |
| ZÁ              | 26 | Kacper Urbański       |     | 87' |
| Trenér:         |    |                       |     |     |
| Michał Probierz |    |                       |     |     |

| BR            | 13 | Patrick Pentz         |     |     |
| PO            | 5  | Stefan Posch          |     |     |
| SO            | 3  | Gernot Trauner        |     | 59' |
| SO            | 15 | Philipp Lienhart      |     |     |
| LO            | 16 | Phillipp Mwene        |     | 63' |
| SZ            | 6  | Nicolas Seiwald       |     |     |
| SZ            | 10 | Florian Grillitsch    |     | 46' |
| PK            | 19 | Christoph Baumgartner |     | 81' |
| OZ            | 20 | Konrad Laimer         |     |     |
| LK            | 9  | Marcel Sabitzer       |     |     |
| SÚ            | 7  | Marko Arnautović (c)  | 70' | 81' |
| Nahrazující:  |    |                       |     |     |
| ÚT            | 23 | Patrick Wimmer        | 56' | 46' |
| OB            | 4  | Kevin Danso           |     | 59' |
| ZÁ            | 8  | Alexander Prass       |     | 63' |
| ZÁ            | 18 | Romano Schmid         |     | 81' |
| ÚT            | 11 | Michael Gregoritsch   |     | 81' |
| Trenér:       |    |                       |     |     |
| Ralf Rangnick |    |                       |     |     |

| Muž zápasu: Christoph Baumgartner Asistenti rozhodčího: Mustafa Emre Eyisoy Kerem Ersoy Čtvrtý rozhodčí: Rade Obrenović Náhradní rozhodčí: Jure Praprotnik Videorozhodčí: Paolo Valeri Asistenti videorozhodčího: Alper Ulusoy Massimiliano Irrati |

### Nizozemsko - Francie
| 21. června 2024 21:00 |        |         |                                                                 |
| Nizozemsko            | 0 : 0  | Francie | Leipzig Stadium, Lipsko diváci: 38 531 rozhodčí: Anthony Taylor |
|                       | Zpráva |         | Leipzig Stadium, Lipsko diváci: 38 531 rozhodčí: Anthony Taylor |

| Nizozemsko | Francie |

| BR            | 1  | Bart Verbruggen      |     |     |
| PO            | 22 | Denzel Dumfries      |     |     |
| SO            | 6  | Stefan de Vrij       |     |     |
| SO            | 4  | Virgil van Dijk (c)  |     |     |
| LO            | 5  | Nathan Aké           |     |     |
| SZ            | 24 | Jerdy Schouten       | 31' | 73' |
| SZ            | 7  | Xavi Simons          |     | 73' |
| SZ            | 14 | Tijjani Reijnders    |     |     |
| PÚ            | 12 | Jeremie Frimpong     |     | 73' |
| SÚ            | 10 | Memphis Depay        |     | 79' |
| LÚ            | 11 | Cody Gakpo           |     |     |
| Nahrazující:  |    |                      |     |     |
| ZÁ            | 8  | Georginio Wijnaldum  |     | 73' |
| ZÁ            | 16 | Joey Veerman         |     | 73' |
| OB            | 2  | Lutsharel Geertruida |     | 73' |
| ÚT            | 9  | Wout Weghorst        |     | 79' |
| Trenér:       |    |                      |     |     |
| Ronald Koeman |    |                      |     |     |

| BR               | 16 | Mike Maignan          |  |     |
| PO               | 5  | Jules Koundé          |  |     |
| SO               | 4  | Dayot Upamecano       |  |     |
| SO               | 17 | William Saliba        |  |     |
| LO               | 22 | Théo Hernandez        |  |     |
| SZ               | 8  | Aurélien Tchouaméni   |  |     |
| SZ               | 13 | N'Golo Kanté          |  |     |
| SZ               | 14 | Adrien Rabiot         |  |     |
| PÚ               | 11 | Ousmane Dembélé       |  | 75' |
| SÚ               | 15 | Marcus Thuram         |  | 75' |
| LÚ               | 7  | Antoine Griezmann (c) |  |     |
| Nahrazující:     |    |                       |  |     |
| ÚT               | 20 | Kingsley Coman        |  | 75' |
| ÚT               | 9  | Olivier Giroud        |  | 75' |
| Trenér:          |    |                       |  |     |
| Didier Deschamps |    |                       |  |     |

| Muž zápasu: N'Golo Kanté Asistenti rozhodčího: Gary Beswick Adam Nunn Čtvrtý rozhodčí: Glenn Nyberg Náhradní rozhodčí: Mahbod Beigi Videorozhodčí: Stuart Attwell Asistenti videorozhodčího: Fedayi San Marco Fritz |

### Nizozemsko - Rakousko
| 25. června 2024 18:00 |        |                                        |                                                               |
| Nizozemsko            | 2 : 3  | Rakousko                               | Olympiastadion, Berlín diváci: 68 363 rozhodčí: Ivan Kružliak |
| Gakpo 47' Depay 75'   | Zpráva | 6' (vl.) Malen 59' Schmid 81' Sabitzer | Olympiastadion, Berlín diváci: 68 363 rozhodčí: Ivan Kružliak |

| Nizozemsko | Rakousko |

| BR            | 1  | Bart Verbruggen      |  |     |
| PO            | 2  | Lutsharel Geertruida |  |     |
| SO            | 6  | Stefan de Vrij       |  |     |
| SO            | 4  | Virgil van Dijk (c)  |  |     |
| LO            | 5  | Nathan Aké           |  | 66' |
| SZ            | 14 | Tijjani Reijnders    |  | 66' |
| SZ            | 24 | Jerdy Schouten       |  |     |
| SZ            | 16 | Joey Veerman         |  | 35' |
| PÚ            | 18 | Donyell Malen        |  | 75' |
| SÚ            | 10 | Memphis Depay        |  |     |
| LÚ            | 11 | Cody Gakpo           |  |     |
| Nahrazující:  |    |                      |  |     |
| ÚT            | 7  | Xavi Simons          |  | 35' |
| OB            | 15 | Micky van de Ven     |  | 66' |
| ZÁ            | 8  | Georginio Wijnaldum  |  | 66' |
| ÚT            | 9  | Wout Weghorst        |  | 72' |
| Trenér:       |    |                      |  |     |
| Ronald Koeman |    |                      |  |     |

| BR            | 13 | Patrick Pentz         |       |       |
| PO            | 5  | Stefan Posch          | 32'   |       |
| SO            | 2  | Maximilian Wöber      |       |       |
| SO            | 15 | Philipp Lienhart      |       | 64'   |
| LO            | 8  | Alexander Prass       |       |       |
| DZ            | 6  | Nicolas Seiwald       |       |       |
| DZ            | 10 | Florian Grillitsch    |       | 64'   |
| PK            | 23 | Patrick Wimmer        | 33'   | 64'   |
| OZ            | 9  | Marcel Sabitzer       |       |       |
| LK            | 18 | Romano Schmid         |       | 90+2' |
| SÚ            | 7  | Marko Arnautović (c)  |       | 78'   |
| Nahrazující:  |    |                       |       |       |
| OB            | 14 | Leopold Querfeld      | 90+4' | 64'   |
| ZÁ            | 20 | Konrad Laimer         |       | 64'   |
| ZÁ            | 19 | Christoph Baumgartner |       | 64'   |
| ÚT            | 11 | Michael Gregoritsch   |       | 78'   |
| ÚT            | 24 | Andreas Weimann       |       | 90+2' |
| Trenér:       |    |                       |       |       |
| Ralf Rangnick |    |                       |       |       |

| Muž zápasu: Marcel Sabitzer Asistenti rozhodčího: Branislav Hancko Jan Pozor Čtvrtý rozhodčí: Irfan Peljto Náhradní rozhodčí: Senad Ibrišimbegović Videorozhodčí: Marco Fritz Asistenti videorozhodčího: Christian Dingert Nejc Kajtazovič |

### Francie - Polsko
| 25. června 2024 18:00 |        |                        |                                                                 |
| Francie               | 1 : 1  | Polsko                 | Westfalenstadion, Dortmund diváci: 59 728 rozhodčí: Marco Guida |
| Mbappé 56' (pen.)     | Zpráva | 79' (pen.) Lewandowski | Westfalenstadion, Dortmund diváci: 59 728 rozhodčí: Marco Guida |

| Francie | Polsko |

| BR               | 16 | Mike Maignan        |     |     |
| PO               | 5  | Jules Koundé        |     |     |
| SO               | 4  | Dayot Upamecano     |     |     |
| SO               | 17 | William Saliba      |     |     |
| LO               | 22 | Théo Hernandez      |     |     |
| SZ               | 8  | Aurélien Tchouaméni |     | 81' |
| SZ               | 13 | N'Golo Kanté        |     | 61' |
| SZ               | 14 | Adrien Rabiot       | 43' | 61' |
| PÚ               | 11 | Ousmane Dembélé     |     | 86' |
| SÚ               | 10 | Kylian Mbappé (c)   |     |     |
| LÚ               | 25 | Bradley Barcola     |     | 61' |
| Nahrazující:     |    |                     |     |     |
| ZÁ               | 6  | Eduardo Camavinga   |     | 61' |
| ÚT               | 9  | Olivier Giroud      |     | 61' |
| ZÁ               | 7  | Antoine Griezmann   |     | 61' |
| ZÁ               | 19 | Youssouf Fofana     |     | 81' |
| ÚT               | 12 | Randal Kolo Muani   |     | 86' |
| Trenér:          |    |                     |     |     |
| Didier Deschamps |    |                     |     |     |

| BR              | 12              | Łukasz Skorupski       |       |     |
| SO              | 5               | Jan Bednarek           |       |     |
| SO              | 3               | Paweł Dawidowicz       |       |     |
| SO              | 14              | Jakub Kiwior           |       |     |
| DZ              | 8               | Jakub Moder            |       |     |
| DZ              | 10              | Piotr Zieliński        |       |     |
| PZ              | 19              | Przemysław Frankowski  |       |     |
| LZ              | 21              | Nicola Zalewski        | 24'   | 68' |
| OZ              | 20              | Sebastian Szymański    |       | 68' |
| OZ              | 26              | Kacper Urbański        |       |     |
| SÚ              | 9               | Robert Lewandowski (c) |       |     |
| Nahrazující:    |                 |                        |       |     |
| ÚT              | 7               | Karol Świderski        | 90+3' | 68' |
| ZÁ              | 25              | Michał Skóraś          |       | 68' |
| Trenér:         |                 |                        |       |     |
| Michał Probierz | Michał Probierz | Michał Probierz        | 53'   |     |

| Muž zápasu: Łukasz Skorupski Asistenti rozhodčího: Filippo Meli Giorgio Peretti Čtvrtý rozhodčí: Rade Obrenović Náhradní rozhodčí: Jure Praprotnik Videorozhodčí: Massimiliano Irrati Asistenti videorozhodčího: Cătălin Popa Tiago Martins |

## Disciplína
Body fair play se použily jako rozhodující, pokud byly celkové a vzájemné výsledky týmů vyrovnané. Ty se vypočítaly na základě žlutých a červených karet obdržených ve všech zápasech skupiny takto:
- první žlutá karta: - 1 bod;
- nepřímá červená karta (druhá žlutá karta): - 3 body;
- přímá červená karta: - 4 body;
- žlutá karta a přímá červená karta: - 5 bodů;

V jednom zápase šlo na hráče uplatnit pouze jeden z výše uvedených odečtů.
| Tým        | 1. Kolo | 1. Kolo                                                    | 1. Kolo   | 1. Kolo                         | 2. Kolo | 2. Kolo                                                    | 2. Kolo   | 2. Kolo                         | 3. Kolo | 3. Kolo                                                    | 3. Kolo   | 3. Kolo                         | Body |
| Tým        |         | Žlutá karta udělena · Žlutá karta udělena opět · Vyloučení | Vyloučení | Žlutá karta udělena · Vyloučení |         | Žlutá karta udělena · Žlutá karta udělena opět · Vyloučení | Vyloučení | Žlutá karta udělena · Vyloučení |         | Žlutá karta udělena · Žlutá karta udělena opět · Vyloučení | Vyloučení | Žlutá karta udělena · Vyloučení | Body |
| ---------- | ------- | ---------------------------------------------------------- | --------- | ------------------------------- | ------- | ---------------------------------------------------------- | --------- | ------------------------------- | ------- | ---------------------------------------------------------- | --------- | ------------------------------- | ---- |
| Nizozemsko | 1       |                                                            |           |                                 | 1       |                                                            |           |                                 |         |                                                            |           |                                 | −2   |
| Francie    | 2       |                                                            |           |                                 |         |                                                            |           |                                 | 1       |                                                            |           |                                 | −3   |
| Polsko     |         |                                                            |           |                                 | 4       |                                                            |           |                                 | 4       |                                                            |           |                                 | −8   |
| Rakousko   | 5       |                                                            |           |                                 | 2       |                                                            |           |                                 | 3       |                                                            |           |                                 | −10  |